# Don't Move (2024)
Don't Move is een Amerikaanse thriller uit 2024, geregisseerd door Adam Schindler en Brian Netto. De hoofdrollen worden vertolkt door Kelsey Asbille en Finn Wittrock.

## Verhaal
In een afgelegen bos ontmoet Iris, die rouwt om het verlies van haar zoon, een man die zich voorstelt als Richard en haar een lift aanbiedt. Richard blijkt echter een moordenaar te zijn die haar injecteert met een verlammend middel. Iris weet te ontsnappen en zich te verstoppen maar ze moet weten te overleven voordat haar lichaam volledig wordt uitgeschakeld door de injectie. 

## Rolverdeling
| Acteur          | Personage |
| --------------- | --------- |
| Kelsey Asbille  | Iris      |
| Finn Wittrock   | Richard   |
| Moray Treadwell | Bill      |
| Daniel Francis  | Dontrell  |

## Productie
In december 2022 werd gemeld dat Adam Schindler en Brian Netto de thriller Don't Move zouden regisseren, geschreven door TJ Cimfel en David White. De film werd geproduceerd door Sam Raimi en Zainab Azizi van Raimi Productions, Christian Mercuri's Capstone Studios, Alex Lebovici van Hammerstone Studios en Sarah Sarandos.
In mei 2023 werden Kelsey Asbille en Finn Wittrock gecast voor de hoofdrollen. Mark Korven en Michelle Osis componeerden de filmmuziek.

### Filmopnames
De belangrijkste filmopnames vonden plaats in Bulgarije van juni tot eind juli 2023. Twee dagen voor de voltooiing werd de productie een interim-overeenkomst verleend om door te gaan met filmen tijdens de SAG-AFTRA-staking van 2023.

## Release
Don't Move ging op 25 oktober 2024 in première op Netflix. De film kreeg gemengde kritieken van de filmcritici, met een score van 68% op Rotten Tomatoes, gebaseerd op 34 beoordelingen.